# Kilstett
 Kilstett (en alsacià Kilstett) és un municipi francès, situat a la regió del Gran Est, al departament del Baix Rin. L'any 2005 tenia 2.291 habitants.
Forma part del cantó de Brumath, del districte de Haguenau-Wissembourg i de la Comunitat de comunes del Pays Rhénan.

## Demografia
| 1851 | 1900 | 1936  | 1962  | 1975  | 1981  | 1999  | 2002  | 2005  |
| ---- | ---- | ----- | ----- | ----- | ----- | ----- | ----- | ----- |
| 791  | 812  | 1.007 | 1.161 | 1.548 | 1.510 | 1.933 | 2.163 | 2.291 |

## Administració
| Període | Identitat      | Partit |
| ------- | -------------- | ------ |
| 2001-   | Gabriel Muller |        |